# Idioma pluricéntrico
Una lengua pluricéntrica es una lengua con varias formas estándar codificadas que interactúan, a menudo correspondientes a diferentes países. Se pueden encontrar muchos ejemplos de estos idiomas en todo el mundo entre los idiomas más hablados, incluidos, entre otros, el chino en China continental, Taiwán y Singapur; inglés en el Reino Unido, Estados Unidos, India y otros lugares; y francés en Francia, Canadá y otros lugares.  El caso inverso es un lenguaje monocéntrico, que tiene sólo una versión formalmente estandarizada. Los ejemplos incluyen japonés y ruso. En algunos casos, los diferentes estándares de una lengua pluricéntrica pueden ser elaborados hasta convertirse en lenguas autónomas,como ocurrió con el malayo y el indonesio, y con el hindi y el urdu. El mismo caso es en la familia serbocroata.

## Ejemplos de lenguas pluricéntricas
Algunas lenguas pluricéntricas son el árabe, armenio, chino estándar, alemán, inglés, francés, hindi - urdu (indostaní), italiano, coreano, malayo, neerlandés, portugués, sueco, serbocroata, español, tamil e inglés pidgin del Pacífico (tok pisin , bislama , pigdin salomosense y criollo del estrecho de torres). Esto sugiere que el pluricentrismo es la norma y no la excepción para las lenguas con muchos hablantes.
• El francés es una lengua oficial en más de 30 países y se habla en diferentes regiones del mundo, incluyendo África, el Caribe y el Pacífico. Cada país tiene su propia institución encargada de regular y promover el idioma, como la Académie française en Francia y la Office québécois de la langue française en Canadá.
• El alemán se considera una lengua pluricéntrica en el mismo sentido. Aunque hay variaciones regionales en términos de acento y dialecto, el alemán está más estandarizado y la variante estándar se basa principalmente en el alemán hablado en Alemania. Sin embargo, otros países como Austria, Suiza y Liechtenstein tienen dialectos coloquiales.
• El catalán es considerado una lengua pluricéntrica, ya que se habla en diferentes regiones con variaciones dialectales. Los principales centros son Cataluña, las Islas Baleares, la Comunidad Valenciana y las comarcas orientales de Aragón. Aunque comparten una base común, cada variante tiene sus propias características y peculiaridades en términos de vocabulario, pronunciación y gramática.
• El inglés es un idioma pluricéntrico con marcadas disparidades en fonética y escritura. La variante con mayor cantidad de hablantes nativos es el inglés estadounidense. El inglés británico, canadiense australiano también presentan cifras significativas. Existen numerosas naciones que estuvieron bajo la influencia de estados anglófonos y adoptaron el inglés como idioma oficial de comunicación.
• El árabe es considerado una lengua pluricéntrica, ya que se habla en diferentes regiones con variaciones dialectales. Los principales centros son el árabe estándar moderno (lengua escrita y formal), el árabe egipcio, el árabe marroquí y el árabe levantino.
• El chino estándar es otro ejemplo asimétrico de lengua pluricéntrica. Cuando se habla de "chino" como una lengua pluricéntrica, no se refiere a las diversas "variantes" chinas (chino 方言, Pinyin fāngyán), que en realidad son lenguajes individuales distintos. En cambio, se trata de diferentes variedades de mandarín. Aunque sus definiciones estándar son muy similares o casi idénticas, existen diferencias significativas, especialmente en el vocabulario, en menor medida en la pronunciación y la gramática, y a veces también en la escritura.
• El idioma español cuenta con reglas lingüísticas tanto a nivel nacional como regional, las cuales varían en vocabulario, gramática y pronunciación, pero todas las variantes son mutuamente comprensibles y comparten las mismas normas de escritura. En España, el español estándar se basa en el habla de Castilla. Todas las variantes habladas en la península ibérica se agrupan bajo el término español peninsular. El español canario, junto con el español de América (incluyendo el español estadounidense, centroamericano, mexicano, andino y caribeño), están estrechamente relacionados con el español andaluz.En Argentina por ejemplo; si bien el dialecto más reconocible es el del español rioplatense, existen muy diversas variables.